# Higginsia strigilata
Higginsia strigilata är en svampdjursart som först beskrevs av Jean-Baptiste Lamarck 1814.  Higginsia strigilata ingår i släktet Higginsia och familjen Heteroxyidae. Inga underarter finns listade i Catalogue of Life.